# La bambina perduta
(Maria Venturi, La bambina perduta)
La bambina perduta è il ventiduesimo romanzo di Maria Venturi, pubblicato il 21 giugno 2006 dall'editore Rizzoli.

## Trama
La protagonista di questo romanzo è Paola, che dopo 10 lunghi anni si rende conto che il suo è stato un matrimonio interamente costruito sulla finzione: lei non ha mai confessato al marito Michele un terribile stupro subito da bambina, ed ora un'altra donna irrompe nella loro vita di coppia.
Inizialmente Paola si rassegna a questa situazione, subendo l'abbandono del marito come anni prima aveva subito l'assalto della Bestia. Qualcosa però, fa risvegliare in lei la capacità di reagire. Attraverso una oculata autoanalisi, liberandosi di tutte le paure e le incertezze accumulate nel corso degli anni riuscirà a ritrovare se stessa, a salvare il suo matrimonio facendo della bambina perduta una donna ritrovata.

## Edizioni
- Maria Venturi, La bambina perduta, Milano: Rizzoli, 2005
- Maria Venturi, La bambina perduta, Milano: BUR, 2006